# 高总兵宅院
张掖高总兵宅院位于中国甘肃省张掖市甘州区民主西街7号（甘州区图书馆院内），是清初张掖人高孟的府第，俗称高总兵府。
高孟，字浩然，张掖人，曾历任宁夏、延绥、川北、凉州等镇总兵。高总兵宅院是甘肃保存为数不多的清代军事长官司衙府第，面积约1113平方米，现存殿堂、配殿及后楼，均为砖木结构。殿堂单檐硬山顶，面阔五间，进深三间，平面呈长方形。后楼由正楼和东、西配楼组成，上、下两层；正楼面阔五间，进深三间；配楼阔深各三间，硬山顶，上有绕廊。
2019年10月7日公布为第八批全国重点文物保护单位。